# In den Eichen
In den Eichen is een natuurreservaat (Duits: Naturschutzgebiet afgekort NSG) in de gemeenten Polle en Brevörde op de rechter of oostelijke oever van de Wezer in het Weserbergland. Het is gelegen binnen een meander van deze rivier tegenover het dorp Brevörde. Het ligt op fluviatiele afzettingen. Het reservaat valt onder de verantwoordelijkheidheid van de het district Holzminden. Een groot deel van het 110 hectare grote reservaat bestaat uit natuurlijk bos gedomineerd door eiken zoals de naam al doet vermoeden. In het bos is veel dood hout aanwezig. In het oostelijke deel van het reservaten liggen enkele meertjes die ontstaan zijn ten gevolge van zandwinning. Deze zandwinning werd in 2001 beëindigd en werden de gebieden in 2004 door de district Holzminden aangekocht op initiatief van de Naturschutzbund Deutschland. In het kader van natuurontwikkeling is een kanaal aangepast door de bodem op verschillende diepten te brengen en ook veel variatie in de oever tot stand te brengen. Vervolgens zijn er veel houtgewassen aangeplant om de ontwikkeling tot rivierbos te bespoedigen. Eveneens is er een observatiewand gebouwd. Langs de rand van het reservaat loopt de bewegwijzerde Weserradweg, oftewel de Weserfietsroute. Een nabijgelegen reservaat is Heinsener Klippen waarmee het landschappelijk een eenheid vormt.